# Timothée Ier
Pour les articles homonymes, voir Timothée.
Mar Timothée Ier (727 ou 728-9 janvier 823) fut catholicos-patriarche de l'Église de l'Orient (« nestorienne ») entre 780 et 823.

## Biographie
Il était natif de Hazza, et fit ses études auprès de Mar Abraham bar Dashandad, maître de l'école de Bashosh, dans le diocèse de Marga. Il y eut pour condisciples : Serge, futur métropolite de Gundishapur, et son correspondant et ami, le futur ministre Abou Nouh al-Anbari ; Isho Bar Noun, avec lequel il eut ensuite des rapports conflictuels, mais qui fut son successeur comme catholicos. En 769/770, il succéda à son oncle Georges comme évêque de Beth Bgash, petit diocèse de la province d'Adiabène (Beth Kartawayé), dont la métropole était Erbil. À la mort du catholicos Hénanicho II, après une vacance de huit mois, il s'assura la majorité des votes du synode électoral par les intrigues et la corruption (fin 779), fut intronisé le 7 mai 780, mais les conditions de cet avènement provoquèrent un schisme, dirigé d'abord par le métropolite Joseph de Merv, qui se convertit à l'islam, ensuite par le métropolite Éphrem de Gundishapur (Beth Lapat), qui parvint à faire prononcer par un synode la déchéance de Timothée. Finalement, l'autorité de celui-ci fut restaurée au bout de deux ans par l'intervention d'Abou Qouraych Isa, le médecin chrétien du calife al-Mahdi.
Sa première décision fut le transfert du siège catholicosal de Séleucie-Ctésiphon à Bagdad, où il devait rester jusqu'à la fin du XIIIe siècle, nouant ainsi des liens privilégiés entre les catholicos nestoriens et les califes abbassides. Homme savant qui connaissait le syriaque, l'arabe, le grec et peut-être le pehlevi, Timothée jouit de la considération des califes al-Mahdi et Hâroun ar-Rachîd, pouvant compter aussi, sous le règne de ce dernier, sur l'appui de la reine Zoubayda, qu'il sauva de la répudiation par une astuce juridique, et de deux chrétiens très influents à la cour, le ministre Abou Nouh al-Anbari, qui était son ancien compagnon d'études, et le médecin favori du calife, Gabriel bar Bokhticho. Timothée n'hésita pourtant pas à excommunier ce dernier pour avoir pris des concubines à la manière musulmane.
Pendant ses quarante-trois ans de pontificat, l'Église d'Orient vécut en paix, et Timothée Ier l'administra sagement malgré les conditions troubles de son avènement. Il réorganise les structures de l’Église nestorienne pour renforcer la formation des prêtres et le pouvoir des évêques afin de mieux contrer l’influence des immigrants monophysites et chalcédoniens syriens. On lui doit sans doute la constitution du Synodicon orientale, collection chronologique des actes des conciles de l'Église d'Orient depuis son origine, et la rédaction d'un premier code de droit canonique, les Règles des jugements ecclésiastiques et des successions, daté de 805 et composé pour éviter que les chrétiens ne s'adressent aux tribunaux musulmans en arguant de l'absence de lois à l'intérieur de l'Église. Le catholicos traite en particulier du mariage et des successions. Sur le premier point, il réaffirme la monogamie et l'indissolubilité du lien conjugal, sauf dans six cas : l'apostasie, l'adultère, l'abandon de l'épouse par son mari, l'absence de nouvelles du conjoint depuis trois ans, une maladie grave du conjoint révélée entre la cérémonie et la consommation du mariage, qui étaient en général espacées dans le temps, et la profession monastique des deux conjoints.
Il s'occupa aussi beaucoup de l'expansion de l'Église d'Orient : il créa des métropoles à Damas, sur l'ancien territoire byzantin ; à Barda, en Arménie ; à Daylam et Gilan, en Azerbaïdjan ; à Ray, près de l'actuelle Téhéran (métropole créée entre 799 et 804 et qui dura jusqu'à l'invasion mongole du XIIIe siècle) ; à Sarbaz, dans le Baloutchistan. Il organisa l'évangélisation des Turcs d'Asie centrale, dont un des « rois » se convertit en 782-783, et pour lesquels fut créée vers 792 une province ecclésiastique sans siège fixe. Dans les premières années du IXe siècle, il créa une métropole en Chine, avec double siège à « Koumdan » (Chang'an) et « Sarag » (Luoyang). La fameuse stèle chrétienne bilingue, en chinois et en syriaque, redécouverte au XVIIe siècle près de Chang'an, et racontant les débuts du christianisme en Chine, où il fut introduit en 635, date de 781. Timothée Ier fonda même apparemment une métropole au Tibet, y envoyant des évêques et la présentant comme une importante communauté chrétienne.
Selon Ébedjésus de Nisibe, il tint deux synodes : en 790 et en 804 ; le premier condamna trois religieux mystiques (Jean de Dalyatha, Jean d'Apamée et Joseph Hazzaya) pour « messalianisme » et rappela, en particulier, les règles de l'élection du catholicos.

## Œuvre écrite
Timothée était un savant dans plusieurs disciplines profanes, ce qui contribua à lui donner du prestige auprès des califes. Selon son propre témoignage, c'est à la demande d'al-Mahdi qu'il traduisit les Topiques d'Aristote du syriaque en arabe. Il écrivit aussi un traité d'astronomie intitulé le Livre des étoiles, qui est perdu. Dans le domaine religieux, outre son ouvrage de droit canonique déjà mentionné, il a laissé un commentaire de Grégoire de Nazianze, un recueil de discussions avec le patriarche jacobite, et quelques hymnes. Mais c'est sa Correspondance qui constitue la partie la plus intéressante de son œuvre.
Cinquante-neuf de ses lettres sont conservées, datant de la période 780-800 ; elles abordent en général des questions théologiques ou pastorales. La plus célèbre est une lettre à son ami le métropolite Serge, où il raconte par le menu un entretien de deux jours qu'il eut en 782 avec le calife al-Mahdi qui l'avait convoqué pour l'interroger sur le christianisme ; les points abordés sont la Trinité, la double nature du Christ, et l'annonce ou non de la venue de Mahomet dans les Écritures chrétiennes ; le catholicos fait d'ailleurs l'éloge de Mahomet, qui « a suivi la voie des prophètes » et « mérite d'être loué », car il « a lutté pour Dieu par la parole, mais aussi a manifesté par l'épée son zèle jaloux pour le Créateur ». Dans une autre lettre, il narre un entretien qu'il a eu avec un philosophe aristotélicien et musulman, sur la connaissance que nous pouvons avoir de Dieu et de ses attributs, et sur les dogmes chrétiens. Dans l'Apologie d'al-Kindi, dialogue entre un philosophe musulman et un chrétien datant d'environ 835, le musulman, nommé al-Hachimi, fait l'éloge de Timothée Ier, disparu à l'époque, et précise : « Tout cela, je l'ai lu, étudié et disputé avec le catholicos Timothée » ; il s'agit peut-être du philosophe mentionné dans la lettre.